# Gassa d’amante
Gassa d’amante је студијски албум италијанске певачице Мине. Објављен је 22. новембра 2024. године на њеној сопственој издавачкој кући PDU.

## Списак пјесама
| №               | Назив                    | Трајање |  |
| 1.              | Non smetto di aspettarti | 5:17    |  |
| 2.              | Dispersa                 | 4:30    |  |
| 3.              | Per dirti t'amo          | 3:31    |  |
| 4.              | Amami e basta            | 3:13    |  |
| 5.              | Senza farmi male         | 5:25    |  |
| 6.              | Il cuore si sbaglia      | 4:41    |  |
| 7.              | È cosi che funziona      | 3:23    |  |
| 8.              | Buttalo via              | 4:05    |  |
| 9.              | L'amore vero             | 3:51    |  |
| 10.             | Non ti lascerò           | 4:16    |  |
| Укупно трајање: | Укупно трајање:          | 42:12   |  |